# Leucandra fragilis
Leucandra fragilis är en svampdjursart som beskrevs av Hozawa 1940. Leucandra fragilis ingår i släktet Leucandra och familjen Grantiidae.
Artens utbredningsområde är havet kring Japan. Inga underarter finns listade i Catalogue of Life.